# Namaka (vệ tinh)
Namaka là một mặt trăng của hành tinh lùn Haumea bên trong, nhỏ hơn. Nó được đặt tên theo Nāmaka, nữ thần biển của thần thoại Hawaii và là một trong những con gái của Haumea.

## Phát hiện
Namaka được phát hiện ngày 30 tháng 6 năm 2005 và được công bố ngày 29 tháng 11 năm 2005. Nó có tên hiệu "Blitzen" bởi đội phát hiện sa nó được ấn định là một tên chính thức.

## Các đặc điểm vật lý
Namaka có độ sáng chỉ 1,5% so với hành tinh lùn mẹ Haumea và khoảng 0,05% so với trọng lượng hành tinh mẹ. Nếu nó quay ra để có một albedo tương tự, nó sẽ có đường kính 170 km.  Quan sát trắc quang cho thấy bề mặt của nó được làm bằng nước đá.